# Carlos Delgado Chalbaud
Carlos Román Delgado Chalbaud Gómez (20. ledna 1909, Caracas, Venezuela – 13. listopadu 1950, tamtéž) byl venezuelský vojenský důstojník. Jako vůdce vojenské junty zastával funkci prezidenta Venezuely od roku 1948 do roku 1950, kdy byl zavražděn.
V roce 1945 byl jedním z vysokých důstojníků, kteří převratem přivedli k moci stranu Demokratická akce.

## Život
Delgado Chalbaud byl synem Romána Delgada Chalbauda (s francouzskými a andaluskými kořeny) a Luisy Eleny Gómez Velutini (korsického původu). Byl znám jako Carlos Delgado Chalbaud, protože používal příjmení svého otce jako poctu jeho památce. Když mu bylo 20 let, z tehdy pruského přístavu Danzig (dnešní polský Gdaňsk) se křižníkem Falke vydal do venezuelského města Cumaná. Loď tam dorazila 11. srpna 1929 a Delgadovým cílem bylo svrhnout diktátora Juana Vicente Gómeze. Při této neúspěšné operaci byl zabit jeho otec Román, velitel této výpravy. Carlose se vrátil do Francie.
Delgado Chalbaud strávil většinu života v Paříži, kde studoval inženýrství a později navštěvoval vojenskou akademii Saint-Cyr. Do Venezuely se vrátil v roce 1939. Prezident generál Eleazar López Contreras jej přijal do armády v hodnosti kapitána.

## Kariéra
V roce 1945 byl Delgado Chalbaud členem revoluční junty, která svrhla a nahradila Isaíase Medinu Angarita. Během prezidentství Rómula Betancourta a Rómula Gallegose byl ministrem obrany.
V roce 1948 byl mezi lidmi, kteří svrhli vládu prezidenta Gallegose. Byl členem vládní vojenské junty spolu s Marcosem Pérezem Jiménezem a Luisem Lloverou Páezem, který byl titulární hlavou tříčlenné junty.

## Smrt
Chalbaud byl unesen a zavražděn 13. listopadu 1950 skupinou vedenou Rafaelem Simónem Urbinou a jeho synovcem Domingem Urbinou. K únosu došlo v Caracasu, vražda se odehrála v poloopuštěné čtvrti Las Mercedes. Jeho vražda možná byla nezamýšleným výsledkem neúspěšného únosu, kterým se Simón Urbina snažil ukončit Chalbaudovo prezidentství. Ještě téže noci byl na rozkaz Národní bezpečnosti Urbina zavražděn při transferu mezi věznicemi.